# Bezirk Lilienfeld
Der Bezirk Lilienfeld ist ein Verwaltungsbezirk des Landes Niederösterreich.

## Geschichte
Der politische Bezirk Lilienfeld wurde 1868 aus den Gerichtsbezirken Lilienfeld und Hainfeld gebildet. Vom 1. Jänner 1890 bis 30. September 1897 war der Bezirk aufgelassen, die Gemeinden gehörten in dieser Zeit zum Bezirk St. Pölten. 1897 wurden die Gemeinden der beiden Gerichtsbezirke Lilienfeld und Hainfeld wieder von St. Pölten getrennt und der Bezirk Lilienfeld wurde im alten Umfange wiederhergestellt.
Der Bezirk wurde zum 1. Juli 1933 erneut aufgelassen,
die Wiederherstellung im heutigen Umfang erfolgte erst 1953.

2022 bestellte die Landesregierung die bisher Bezirkshauptmann-Stellvertreterin in Melk Heidelinde Grubhofer mit Wirksamkeit vom 1. Mai 2023 zur Bezirkshauptfrau in Lilienfeld.

## Geografie
Für die Raumplanung des Landes gehört er zur Hauptregion NÖ-Mitte. Landschaftlich liegt er im Mostviertel und umfasst Teile der Niederösterreichisch-Steirischen Kalkalpen, der Gutensteiner Alpen sowie des Wienerwaldes im nordöstlichen Teil des Bezirkes.
Der Bezirk Lilienfeld ist der waldreichste Bezirk Österreichs und besteht aus zwei Haupttälern, dem
- Traisental, und dem
- Gölsental

Die höchste Erhebung ist der Ötscher (1893 m ü. A.), gefolgt vom Göller (1766 m ü. A.).

### Nachbarbezirke
|                 | Bezirk St. Pölten-Land                      | Bezirk Baden                                    |
| Bezirk Scheibbs | Kompassrose, die auf Nachbargemeinden zeigt | Bezirk Wiener Neustadt-Land, Bezirk Neunkirchen |
|                 | Bezirk Bruck-Mürzzuschlag (Stmk)            |                                                 |

## Verkehr

### Straße
Die beiden wohl wichtigsten Straßen im Bezirk sind die Mariazeller Straße (B 20) und die Hainfelder Straße (B 18). Die B 20 verbindet von Mariazell kommend die Gemeinden im Traisental von Mitterbach am Erlaufsee bis Eschenau und führt in weiterer Folge bis St. Pölten. Die B 18 erschließt das Gölsental und stellt eine Verbindung von Traisen ins Triestingtal dar. In Traisen kreuzen die beiden Straßen. Weitere hochrangige Straßen im Bezirk sind die Gutensteiner Straße (B 21), die Lahnsattel Straße (B 23) sowie die Hohenberger Straße (B 214).

### Schiene
Aktiv betrieben werden die Leobersdorfer Bahn und die Traisentalbahn, welche Hainfeld bzw. St. Aegyd am Neuwalde mit St. Pölten verbinden. Personenzüge verkehren auf der Traisentalbahn allerdings nur bis Schrambach.

## Angehörige Gemeinden
Der Bezirk Lilienfeld umfasst 14 Gemeinden, darunter sind zwei Städte und sechs Marktgemeinden. Die Gliederung blieb seit Gründung des Bezirks unverändert.

Gemeinden des Bezirks Lilienfeld

Regionen sind Kleinregionen in Niederösterreich
| Gemeinde                | Lage | Ew    | km²    | Ew / km² | Gerichtsbezirk | Region                                | Typ             | Foto | Metadaten         |
| ----------------------- | ---- | ----- | ------ | -------- | -------------- | ------------------------------------- | --------------- | ---- | ----------------- |
| Annaberg                |      | 497   | 63,51  | 7,8      | Lilienfeld     | Traisen-Gölsental Pferdeland Voralpen | Gemeinde        | ja   | Gem.Kennz.: 31401 |
| Eschenau                |      | 1.292 | 24,72  | 52       | Lilienfeld     | Traisen-Gölsental                     | Gemeinde        | ja   | Gem.Kennz.: 31402 |
| Hainfeld                |      | 3.819 | 44,73  | 85       | Lilienfeld     | –                                     | Stadt- gemeinde | ja   | Gem.Kennz.: 31403 |
| Hohenberg               |      | 1.410 | 56,76  | 25       | Lilienfeld     | Traisen-Gölsental Pferdeland Voralpen | Markt- gemeinde | ja   | Gem.Kennz.: 31404 |
| Kaumberg                |      | 1.073 | 43,01  | 25       | Lilienfeld     | Triestingtal                          | Markt- gemeinde | ja   | Gem.Kennz.: 31405 |
| Kleinzell               |      | 869   | 93,09  | 9,3      | Lilienfeld     | –                                     | Gemeinde        | ja   | Gem.Kennz.: 31406 |
| Lilienfeld              |      | 2.605 | 53,93  | 48       | Lilienfeld     | Traisen-Gölsental                     | Stadt- gemeinde | ja   | Gem.Kennz.: 31407 |
| Mitterbach am Erlaufsee |      | 481   | 67,32  | 7,1      | Lilienfeld     | Traisen-Gölsental Pferdeland Voralpen | Gemeinde        | ja   | Gem.Kennz.: 31408 |
| Ramsau                  |      | 806   | 54,71  | 15       | Lilienfeld     | Traisen-Gölsental                     | Gemeinde        | ja   | Gem.Kennz.: 31409 |
| Rohrbach an der Gölsen  |      | 1.519 | 14,77  | 103      | Lilienfeld     | Traisen-Gölsental                     | Gemeinde        | ja   | Gem.Kennz.: 31410 |
| St. Aegyd am Neuwalde   |      | 1.779 | 184,64 | 9,6      | Lilienfeld     | Traisen-Gölsental Pferdeland Voralpen | Markt- gemeinde | ja   | Gem.Kennz.: 31411 |
| St. Veit an der Gölsen  |      | 3.840 | 78,15  | 49       | Lilienfeld     | –                                     | Markt- gemeinde | ja   | Gem.Kennz.: 31412 |
| Traisen                 |      | 3.415 | 6,80   | 502      | Lilienfeld     | –                                     | Markt- gemeinde | ja   | Gem.Kennz.: 31413 |
| Türnitz                 |      | 1.879 | 145,52 | 13       | Lilienfeld     | Traisen-Gölsental                     | Markt- gemeinde | ja   | Gem.Kennz.: 31414 |